# Биджиев, Хасан Якубович
Хасан Якубович Биджиев (род. 3 декабря 1950, Пахта-Аральский район, Южно-Казахстанская область) — советский и российский актёр. Народный артист Российской Федерации (2013).

## Биография
Окончил актёрский факультет Тбилисского театрального института имени Ш. Руставели. С 1972 по 1984 годы — работал актёром Карачаевского драматического театра.
В 1984 году поступил на режиссёрский факультет ГИТИСа им. Луначарского. Закончив его с отличием, с 1989 года работает главным режиссёром национального драматического театра. Внёс значительный вклад в развитие карачаевского театра. В 2002 году стал директором Русского театра КЧР. Открыл актёрскую студию при училище искусств и культуры, где работал руководителем курса. Многие выпускники его курса — такие, как Энвер Дотдуев, Фатима Токова, Аладдин Хубиев — связали свою жизнь со сценой.
Будучи актером, Биджиев сыграл около сорока ролей, в том числе в пьесах классиков У. Шекспира, Лопе де Вега, Мольера, А. Чехова, Н. Островского, а также в пьесах местных авторов — Б. Биджиева, Б. Аппаева, С. Бабоева, М. Батчаева, Ш. Алиева и других. Биджиев является также автором переводов пьес на карачаевский язык.

## Награды и звания
- Заслуженный артист Российской Федерации (27 января 1995) — за заслуги в области искусства
- Народный артист Российской Федерации (8 апреля 2013)
- Орден «За заслуги перед Карачаево-Черкесской Республикой» (25 декабря 2015)[1]